# Calathocratus kyrghyzicus
Espèce
Synonymes
- Trogulocratus kyrghyzicus Chemeris, 2013

Calathocratus kyrghyzicus est une espèce d'opilions dyspnois de la famille des Trogulidae.

## Distribution
Cette espèce est endémique du Kirghizistan. Elle se rencontre dans les monts Chatkal.

## Description
Le mâle holotype mesure 5,18 mm.

## Systématique et taxinomie
Cette espèce a été décrite sous le protonyme Trogulocratus kyrghyzicus par Chemeris en 2013. Elle est placée dans le genre Calathocratus par Kury, Mendes, Cardoso, Kury et Granado en 2020.

## Étymologie
Son nom d'espèce lui a été donné en référence au lieu de sa découverte, le Kirghizistan.

## Publication originale
- Chemeris, 2013 : « Two new harvestman species (Arachnida: Opiliones) from the collection of Siberian Zoological Museum. » Arthropoda Selecta, vol. 22, no 1, p. 41–46.